# Аустријска кухиња
Аустријска кухиња је стил кухиње Аустрије и састоји се од утицаја из целе бивше Аустроугарске. Регионални утицаји на аустријску кухињу су из италијанске, мађарске, чешке, немачке и балканске кухиње, а заузврат је ова фузија стилова била утицајна кроз цело Аустроугарско царство.
Аустријска кухиња најчешће је повезана са бечком кухињом, али постоје значајне регионалне варијације.

## Оброци
Доручак је "континенталног" типа, који се обично састоји од земичке хлеба са џемом или хладног меса и сира, уз кафу, чај или сок. Ручак је традиционално главни оброк дана, али у модерним временима када Аустријанци имају дуже радне сате и када су удаљени од куће, ово више није случај. Главни оброк сада често постаје вечера.
Преподневна или поподневна ужина коју чине кришке хлеба са сиром или шунком зове се "Јаусе", а знатнија верзија слична британском, зове се "Бретјаусе" по дрвеној плочи на којој се традиционално служи.

### Популарна бечка јела
- Риндсупа  (говеђа супа) чиста супа златне боје.
- Тафелшпиц , [2] говедина кувана у супи, често сервирана са сосом од јабука, реном и луком.
- (Гулаш), {[3]‍:21 кувано вруће јело слично мађарском јелу - аустријски гулаш се често са земичкама, хлебом или кнедлама
- Бојшел (рагу од срца и плућа)
- Липтауер намаз , [3]‍:135 љуткаст намаз са сиром, који се једе са кришком сира
- Селфлајш  (димљено, а затим кувано месо) са киселим купусом и кнедлама.
- Мармелада  густи слатки џем направљен од шљива.
- Штрудла  са јабукама
- Штрудла са сиром
- Штрудла са млеком
- Палачинке , палачинке сличне француским палачинкама, пуњене џемом, преко њих се ставља шећер у праху итд. Такође се сервирају у сланим верзијама, нпр. са спанаћем и сиром.
- Царски омлет , мекана, пухаста палачинка исецкана у делове и лагано пржена у тигању, сервирана са компотом, јабукама или шљивама.
- Гермкнедле , мекано тесто са квасцем, пуњено са мармеладом, преливено са растопљеним путером и мешавином семена мака и шећера у праху, понекад се сервира са ванил кремом.
- Кнедле са кајсијама, кнедле пуњене кајсијом и преливене мрвицама теста и шећером у праху. Тесто је направљено од кромпира или сира.
- Сафтгулаш  (сочна гулаш), познат и под именом Аустријски или Бечки гулаш, је аустријска обрада традиционалног мађарског јела. Карактеристике Сафтгулаша су да се припрема искључиво са сувом говедином и великом количином лука, најмање се искористи две трећине количине меса. Не додаје се ниједно друго поврће и мора се споро кувати најмање 3 сата. Крајњи резултат је дебео тамносмеђи сос са комадима нежне говедине која се топи.
- Земичка  (са шунком), у основи резани хлеб који садржи комад шунке или кобасице или шунку и сир.

## Месо
Најпопуларнија меса у Аустрији су говедина, свињетина, пилетина, ћуретина и гушчије месо. Популарна Бечка шницла се традиционално прави од телетине. У многим јелима се користи и свињетина.
У Аустријској кухињи има много различитих кобасица, као што су франкфуртер, крањска кобасица из Крајњске покрајне, Дебрецинер кобасица из Дебрецина у Мађарској или Буренвурст, Блунзн која се прави од свињске крви и Груне Вурстл - зелена кобасица. Зелена у овом контексту означава да је сирова - кобасице су осушене на ваздуху и конзумирају се кувањем.
Сланина се у Аустрији зове "Спек", сланина се може димити, бити сирова, слана, зачињена итд. Сланина се користи у многим традиционалним рецептима као слани зачин.  Леберкесе  је векна говедине, свињетине и сланине, не садржи ни јетру ни сира упркос имену на немачком.  Ванилеростбратен  је говеђе јело припремљено са пуно белог лука.

## Слаткиши

### Колачи
Аустријски колачи и пецива су позната одлика њихове кухиње. Можда најпознатија је Захер-торта, чоколадни колач пуњен са мармеладом од кајсија, који се традиционално једе са шлагом. Међу колачима са најдужом традицијом налази се Линцер торта. Други фаворити су карамелизована Добош торта и деликатно слојевито Естерхази торта, названа у част Принца Естерхази (обе воде порекло из Мађарске током аустро-угарског царства), као и велики број колача направљених од свежег воћа и крема. Пунсчкрапфен је класично аустријско пециво, торта испуњена корама, нугат чоколадом, џемом од кајсија и на крају се умаче у рум.
Ови колачићи су обично комплексни и тежи за прављење. Могу се јести у кафићу или купити парче торте у пекарама. "Кондитореи" је специјализовани произвођач колача, а ознаке "Кафе-Кондитореи" и "Пекара-Кондитореи" су уобичајени показатељи да су кафић или пекара специјализовани за ову област.

### Дезерти
Аустријски дезерти су обично нешто мање компликовани од горе описаних колача. Најпознатији дезерт је штрудла са јабукама, слојеви танког пецива који окружују пуњење јабука, обично са циметом и сувим грожђем. Друге штрудле су такође популарне, попут оних испуњених слатким сиром који се зове Топфен, киселим вишњама или са маком.
Још један фаворит је Царски омлет, мекана, пухаста палачинка исецкана у делове и лагано пржена у тигању, сервирана са компотом, јабукама или шљивама. За данско пециво се наводи да потиче из Беча и у Данској се зове "виенербрøд" (бечки хлеб). Данске пекаре користе тесто у класичној кухињи под називом "Бечко тесто", направљено од танких слојева теста од маслаца и брашна, које је увезени у Аустријске пекаре, током пекарског штрајка међу пекарама у данским пекарама 1850. године.

## Пића

### Кафа
Аустрија се у популарној легенди везује за увођење кафе у Европу након што је повратничка турска војска оставила за собом врећице зрна кафе после Опсаде Беча 1683. године. Иако су се први кафићи појавили у Европи неколико година раније, традиција Бечких кафића постала је важан део идентитета града.
Кафа служи у различитим стиловима, нарочито у бечким кафићима. Аустријска мока је слична еспресу, али се спорије екстрахује. Други стилови су припремљени из моке:
- Großer Schwarzer – дупла мока
- Kleiner Brauner or großer Brauner – кратка или дупла мока, плус млеко
- Verlängerter – мока са више воде плус млеко
- Wiener Melange – пола мока, пола вруће млеко, често са пенастим млеком
- Franziskaner – Melange са шлагом и пенастим млеком
- Kapuziner – kleiner Schwarzer плус шлаг
- Einspänner – großer Schwarzer са шлагом
- Wiener Eiskaffee – ледена мока са сладоледом од ваниле са шлагом

Италијанске кафе као што су капућино, еспресо и кафе лате такође се обично служе у Аустрији.
Традиционално, кафа се служи уз чашом обичне воде.
Испијање кафе са другима је важна друштвена активност у аустријској култури. За Аустријанце је уобичајено да позивају пријатеље или комшије на кафу и колаче. Ова рутинска активност може се упоредити са традицијом британског поподневног чаја. Такође се одлазак у кафиће практикује код оних који се забављају.

### Топла чоколада
Бечка топла чоколада је веома богата, садржи милерам поред чоколаде, а понекад се додаје и жуманце.

### Безалкохолна пића
Алмдудлер је аустријско безалкохолно пиће које се састоји од планинског биља и са укусом који подсећа на напитке са зовом. Сматра се "националним напитком Аустрије" и углавном се користи када се меша са белим вином и водом. Популарно енергетско пиће Ред бул постало је популарно на Западу почевши од Аустрије. Седиште фирме Ред Бул налази се у близини Салцбурга.

### Пиво
Пиво се генерално продаје у следећим величинама: 0,2 литра, 0,33 литра и 0,5 литар. На фестивалима, се понекад служи и пиво "Маß" од једног литра и "Doppelmaß" од два литра. Најпопуларније врсте пива су светла, природно мутна и пшенична пива.
Аустријска пива су обично светла.

### Вина
Вино се углавном обрађује на истоку Аустрије. Најважнија винородна подручја су у Доња Аустрија, Бургенланд, Штајерска и Беч. Јужни Бургенланд је регија која је углавном обрасла са црвеним грожђем, док подручје "Севинкел", источно од језера Нежидер има више различитих винских култура, али она је посебна по познатим слатким винима. Вино се чак развија унутар градских граница Беча, а неке су чак произведене под покровитељством градског већа.
Младо вино (тј. вино произведено од грожђа од најсвежије бербе чија алкохолна ферментација још није завршена и још није одвојена од његовог квасца) се зове "Хеуригер" и тако се зову различити пабови у Бечу и околини, који служе  Хеуригер  вино заједно са храном.

### Остали алкохолни напици
У Горњој Аустрији, Бургенланду, Доњој Аустрији, Штајерској и Корушкој, производио се "Мост", производ од свежег сока грожђа или јабука, док се "Стурм  (= олуја), полферментисани сок од грожђа, пије након жетве грожђа. "Мост" и "Стурм" су пред-фазе вина.
На крају оброка, понекад се пије шнапс, врста ракије, која се обично прави са до 60% алкохола или воћа. У Аустрији шнапс се прави од различитих врста плодова, на пример, од кајсије, корена линцуре, разних трава и чак цвећа. Постоји око 20.000 различитих малих произвођача шнапса.

## Закуска
За закуску, која се конзумира између оброка постоји много врста разних сендвича или различитих врста кобасица са сенфом, кечапом и хлебом, као и сецканих кобасица.
Традиционално може се купити "Вурстсемел" (земичка пуњена са саламом, посебном врстом танко нарезаних кобасица, често са кришком сира и са корнишоном киселог краставца) у месари или на деликатесима у супермаркету.
Постоје и друге уобичајене, али мање познатији деликатеси који су типични за аустријску храну. На пример, "Босна" (зачињена кобасица Братвурст у ролни хот дога, који је саставни део менија у аустријској брзој храни, на киосцима Вурстелстанд. Већина аустријских кобасица садржи свињетину.

## Регионална кухиња

### Доња Аустрија
У Доњој Аустрији постоје домаћи деликатеси као што су мак, шпаргла и кајсије. Познати су кнедле "Мариленкнодел" пуњене кајсијом и преко преливене са топлим прженим презлама на маслацу. Њихов утицај се може осетити у локалној кухињи, на пример у резанцима са маком. Јела са дивљачима су су врло честа. Доња Аустрија је упечатљива због разлика у регионалној кухињи због величине и разноликости његовог пејзажа.

### Бургенланд
На кухињу Бургенланда утицала је мађарска и балканска кухиња захваљујући томе што се налазила у мађарском делу аустроугарске империје. Оброци се састоје углавном од рибе, пилетине или свињетине. Кромпир је најчешће додатно јело, на пример, дробљен кромпир са луком. Због мађарских балканских утицаја, Бургенландска јела су често зачињенија него у другим местима у Аустрији.
Палента је популарно јело унутар хрватске мањине Бургенланда. На Дан светог Мартина (11. новембра) се често припрема "Мартиниганс" (Ст Мартинова гуска), а шаран је типично божићно јело.

### Штајерска
У Штајерској у конобама се служи Верхакертес (намаз направљен од фино сечене сирове сланине). Розе вино је регионални стил вина у западној Штајерској. Типичан штајерски деликатес је уље бундевиног семена који се ставља у салате. Постоје многе варијанте јела са бундевом које су веома популарне.

### Корушка
Због постојања бројних језера у пределу Корушке, риба је популарно главно јело. Житарице, млечни производи и месо су важни састојци у кухињи Корушке. Корушкини "Каснуделн" (тестенина пуњена млечним производима и ментом) и мањи "Шликрапфен" (углавном са пуњењем од меса) су добро познати локални деликатеси. "Клашсупе" (супа од свињских папака) и "Рајндлинг" (тесто за колаче са циметом, шећером и грожђем) такође се производе локално.

### Горња Аустрија
Различите врсте кнедли су важан део кухиње Горње Аустрије, јер су суседи Баварској и Бохемији.  Линзер Торта , торта која садржи млевене бадеме или орахе и црвене рибизле, популаран је дезерт из града Линц, главног града Горње Аустрије. "Линцерауген" су фини, меки кексићи испуњени џемом који се назива "Рибиселмармеладе", који имају оштар укус.

### Салцбург
Каснокен (кнедле са сиром) су популарни оброк, као и слатководне рибе, нарочито пастрмке, сервиране на различите начине.

### Тирол
Тиролска сланина и све врсте кнедли, укључујући Шпекнодел  (кнедле са комадима сланине) и  Спинаткнодел  (од спанаћа), представљају важан део локалне кухиње. Тиролска кухиња је веома једноставна, јер у ранијим временима Тиролијанци нису били веома богати, бавили су се пољопривредом на планинама и долинама усред Алпске регије. Тиролска храна често садржи млеко, сир, брашно и маст.

### Форарлберг
На кухињу Форарлберга утицала је кухиња племена Алемани суседне Швајцарске и Швабије. Сир и производи сира имају велику улогу у кухињи, а "Кескнопфле" и "Кеспацле" (резанци са јајима припремљени с сиром) су популарна јела. Други деликатеси укључују  Крутшпатзле  - резанци са киселим купусом,  Касдонала  (слично као киш),  Шупфнудла  (направљен од теста са кромпира и брашном),  Опфелкуацле  (торта са јабукама) итд.

## Галерија
- Оброци
- Различите кобасице
- Тиролска супа од кукуруза
- Супа од кромпира
- Супа са кнедлама и џигерицом
- Супа са резанцима
- Тафелшпиц
- Месо изнутрице
- Говеђи гулаш
- "Каснуделн" - Корушке кнедле са сиром
- Печена шунка
- Печена свињетина са тамним пивским сосом.
- Кнедле са кајсијама
- Царски омлет
- Резанци мака
- Штрудла са маком
- Торта са шљивама
- Бухтелн
- Бундт торта са грожђем
- Палачинке
- Сахер-торта
- Гулаш
- Печене кнедле